# ジョン・ブルックス
ジョン・ブルックス (英語: John Brooks, 1752年5月4日 - 1825年3月1日) は、アメリカ合衆国の政治家。1816年から1823年まで、第11代マサチューセッツ州知事を務めた。最後の公職に選ばれた連邦党員であった。

## 生涯
公職に就く前、その経歴を薬剤師、独立戦争時の軍人として積み重ねた。故郷のメドフォードで医学を学び、リーディングで医療行為を始める。同地で彼はリーディング・ミニットマンの大尉となった。彼は民兵を率いてコンコードの戦い、バンカーヒルの戦いに参加した。その後大陸軍の大尉に任官し、ホワイト・プレインズ、バレーフォージ、ロングアイランドでの戦闘に参加した。
その後故郷に戻り、サイモン・タフツ博士から学び、2年後州議会議員に選出された。1786年にはミドルセックス民兵の少将に任命され、部隊を率いてシェイズの反乱を鎮圧した。1812年から1816年まで民兵総監を務め、1816年には連邦党から知事選に出馬、当選する。
ブルックスの在任中、マサチューセッツのメイン地区は独立し23番目の州となった。ブルックスは7期を務め、8期目の出馬を断り公職を退いた。
ブルックスはマサチューセッツ州メドフォードのセーラム・ストリート墓地に埋葬された。1816年に設立されたメイン州のブルックスおよび1817年に設立されたブルックスビルは彼に因んで命名された。